# São Miguel (Lisbona)
São Miguel è una ex freguesia del Portogallo e un quartiere della città di Lisbona.
L'8 novembre del 2012, è stato assorbito nel quartiere di Santa Maria Maior.